# Skeleton-Weltcup 1997/98
Der Skeleton-Weltcup 1997/98 war eine zwischen dem 7. Dezember 1997 und dem 24. Januar 1998 von der FIBT veranstaltete Wettkampfserie im Skeleton. Saisonhöhepunkt waren die Weltmeisterschaften im schweizerischen St. Moritz. Bei den Männern gewann Willi Schneider erstmals den Weltcup.  Bei den Frauen gewann die Schweizerin Maya Bieri den zum zweiten Mal ausgerichteten Ladies Cup.

## Kalender des Ladies Cup
| # | Datum             | Land        | Ort        | Wettkampfstätte                         |
| - | ----------------- | ----------- | ---------- | --------------------------------------- |
| 1 | 7. Dezember 1997  | Frankreich  | La Plagne  | Piste de La Plagne                      |
| 2 | 12. Dezember 1997 | Deutschland | Winterberg | Veltins-Eisarena                        |
| 3 | 24. Januar 1998   | Deutschland | Altenberg  | Rennschlitten- und Bobbahn Altenberg    |
| 4 | 7. Februar 1998   | Kanada      | Calgary    | Calgary’s WinSport Bobsleigh/Luge Track |

## Kalender des Männer-Weltcups
| # | Datum               | Land        | Ort        | Wettkampfstätte                         |
| - | ------------------- | ----------- | ---------- | --------------------------------------- |
| 1 | 7. Dezember 1997    | Frankreich  | La Plagne  | Piste de La Plagne                      |
| 2 | 12. Dezember 1997   | Deutschland | Winterberg | Veltins-Eisarena                        |
| 3 | 16./17. Januar 1998 | Österreich  | Igls       | Olympia Eiskanal Igls                   |
| 4 | 24. Januar 1998     | Deutschland | Altenberg  | Rennschlitten- und Bobbahn Altenberg    |
| 5 | 7. Februar 1998     | Kanada      | Calgary    | Calgary’s WinSport Bobsleigh/Luge Track |

## Ergebnis-Übersicht
| 1. Weltcup und Ladies Cup in La Plagne, 7. Dezember 1997 | 1. Weltcup und Ladies Cup in La Plagne, 7. Dezember 1997 | 1. Weltcup und Ladies Cup in La Plagne, 7. Dezember 1997 | 1. Weltcup und Ladies Cup in La Plagne, 7. Dezember 1997 | 1. Weltcup und Ladies Cup in La Plagne, 7. Dezember 1997 |
| -------------------------------------------------------- | -------------------------------------------------------- | -------------------------------------------------------- | -------------------------------------------------------- | -------------------------------------------------------- |
| Disziplin                                                | Erster Platz                                             | Zweiter Platz                                            | Dritter Platz                                            |                                                          |
| Frauen                                                   | Maya Bieri                                               | Steffi Hanzlik                                           | Ursi Walliser                                            |                                                          |
| Männer                                                   | Willi Schneider                                          | Ryan Davenport                                           | Felix Poletti                                            |                                                          |

| 2. Weltcup und Ladies Cup in Winterberg, 12. Dezember 1997 | 2. Weltcup und Ladies Cup in Winterberg, 12. Dezember 1997 | 2. Weltcup und Ladies Cup in Winterberg, 12. Dezember 1997 | 2. Weltcup und Ladies Cup in Winterberg, 12. Dezember 1997 | 2. Weltcup und Ladies Cup in Winterberg, 12. Dezember 1997 |
| ---------------------------------------------------------- | ---------------------------------------------------------- | ---------------------------------------------------------- | ---------------------------------------------------------- | ---------------------------------------------------------- |
| Disziplin                                                  | Erster Platz                                               | Zweiter Platz                                              | Dritter Platz                                              |                                                            |
| Frauen                                                     | Maya Bieri                                                 | Susan Speiran                                              | Ursi Walliser                                              |                                                            |
| Männer                                                     | Willi Schneider                                            | Ryan Davenport                                             | Alain Wicki                                                |                                                            |

| 3. Weltcup in Igls, 16./17. Januar 1998 | 3. Weltcup in Igls, 16./17. Januar 1998 | 3. Weltcup in Igls, 16./17. Januar 1998 | 3. Weltcup in Igls, 16./17. Januar 1998 | 3. Weltcup in Igls, 16./17. Januar 1998 |
| --------------------------------------- | --------------------------------------- | --------------------------------------- | --------------------------------------- | --------------------------------------- |
| Disziplin                               | Erster Platz                            | Zweiter Platz                           | Dritter Platz                           |                                         |
| Männer                                  | Mario Guggenberger                      | Willi Schneider                         | Franz Plangger                          |                                         |

| 4. Weltcup und 3. Ladies Cup in Altenberg, 24. Januar 1998 | 4. Weltcup und 3. Ladies Cup in Altenberg, 24. Januar 1998 | 4. Weltcup und 3. Ladies Cup in Altenberg, 24. Januar 1998 | 4. Weltcup und 3. Ladies Cup in Altenberg, 24. Januar 1998 | 4. Weltcup und 3. Ladies Cup in Altenberg, 24. Januar 1998 |
| ---------------------------------------------------------- | ---------------------------------------------------------- | ---------------------------------------------------------- | ---------------------------------------------------------- | ---------------------------------------------------------- |
| Disziplin                                                  | Erster Platz                                               | Zweiter Platz                                              | Dritter Platz                                              |                                                            |
| Frauen                                                     | Susan Speiran                                              | Steffi Hanzlik                                             | Maya Bieri                                                 |                                                            |
| Männer                                                     | Jim Shea                                                   | Willi Schneider                                            | Chris Soule                                                |                                                            |

| 5. Weltcup und 4. Ladies Cup in Calgary, 7. Februar 1998 | 5. Weltcup und 4. Ladies Cup in Calgary, 7. Februar 1998 | 5. Weltcup und 4. Ladies Cup in Calgary, 7. Februar 1998 | 5. Weltcup und 4. Ladies Cup in Calgary, 7. Februar 1998 | 5. Weltcup und 4. Ladies Cup in Calgary, 7. Februar 1998 |
| -------------------------------------------------------- | -------------------------------------------------------- | -------------------------------------------------------- | -------------------------------------------------------- | -------------------------------------------------------- |
| Disziplin                                                | Erster Platz                                             | Zweiter Platz                                            | Dritter Platz                                            |                                                          |
| Frauen                                                   | Steffi Hanzlik                                           | Susan Speiran                                            | Michelle Kelly                                           |                                                          |
| Männer                                                   | Ryan Davenport                                           | Jeff Pain                                                | Willi Schneider                                          |                                                          |

| Weltmeisterschaften in Altenberg, 20./21. Februar 1999 | Weltmeisterschaften in Altenberg, 20./21. Februar 1999 | Weltmeisterschaften in Altenberg, 20./21. Februar 1999 | Weltmeisterschaften in Altenberg, 20./21. Februar 1999 | Weltmeisterschaften in Altenberg, 20./21. Februar 1999 |
| ------------------------------------------------------ | ------------------------------------------------------ | ------------------------------------------------------ | ------------------------------------------------------ | ------------------------------------------------------ |

## Gesamtwertung

### Frauen
Bei den Frauen erhielten die 15 besten Pilotinnen je nach Platzierung Weltcuppunkte. Die Punkteverteilung sah folgendermaßen aus:
| Platz  | 1  | 2  | 3  | 4  | 5  | 6  | 7 | 8 | 9 | 10 | 11 | 12 | 13 | 14 | 15 |
| Punkte | 20 | 17 | 15 | 13 | 11 | 10 | 9 | 8 | 7 | 6  | 5  | 4  | 3  | 2  | 1  |

Der Ladies Cup war von einem Dreikampf zwischen der Vorjahressiegerin Steffi Hanzlik, der Vorjahresdritten Maya Bieri aus der Schweiz und Susan Speiran aus Kanada geprägt. Dabei sah Bieri nach drei Wettbewerben schon fast wie die Siegerin aus, gefolgt von der überraschend starken Kanadierin Speiran. Allerdings lag auch Steffi Hanzlik nur knapp hinter Speiran, während die restliche Konkurrenz hinterherfuhr. Lediglich die Schweizerin Ursi Walliser lag nach 2 Wettbewerben mit Hanzlik und Speiran gleichauf, verlor aber mit Rang 15 in Altenberg alle Chancen auf einen Podestplatz. Beim letzten Wettbewerb in Calgary machte es Maya Bieri allerdings nochmals spannend. In einem Herzschlagfinale sicherte sich die Schweizerin mit sechs Hundertstel Vorsprung den vierten Platz, der am Ende ausreichte, um mit einem Punkt Vorsprung die Gesamtwertung des Ladies Cup zu gewinnen.
| Rang | Athlet                | LAP | WIN | ALT | CAL | Punkte |
| ---- | --------------------- | --- | --- | --- | --- | ------ |
| 01   | Maya Bieri            | 1   | 1   | 3   | 4   | 68     |
| 02   | Steffi Hanzlik        | 2   | 4   | 2   | 1   | 67     |
| 03   | Susan Speiran         | 4   | 2   | 1   | 2   | 67     |
| 04   | Ursi Walliser         | 3   | 3   | 15  | 7   | 40     |
| 05   | Alex Hamilton         | 5   | 8   | 6   | 5   | 40     |
| 06   | Juleigh Walker        | 6   | 11  | 7   | 9   | 31     |
| 07   | Astrid Ebner          | 11  | 6   | 5   | –   | 26     |
| 08   | Aya Shibata           | 8   | 10  | 11  | 8   | 26     |
| 09   | Mellisa Hollingsworth | 9   | 5   | –   | 6   | 24     |
| 10   | Diana Sartor          | –   | 9   | 4   | –   | 20     |
| 11   | Yoshiko Ōta           | 7   | 14  | 9   | –   | 18     |
| 12   | Donna Nevens          | 10  | 12  | 14  | 10  | 18     |
| 13   | Michelle Kelly        | –   | –   | –   | 3   | 15     |
| 14   | Tanja Morel           | 14  | 13  | 8   | –   | 11     |
| 15   | Fiona Vescoli         | 8   | 16  | 13  | –   | 11     |
| 16   | Desiree Bjerke        | –   | 7   | –   | –   | 9      |
| 17   | Marta Schultz         | 13  | 17  | –   | 12  | 7      |
| 18   | Ramona Rahnis         | –   | –   | 10  | –   | 6      |
| 19   | Mikoko Yoshioka       | –   | –   | –   | 11  | 5      |
| 20   | Caroline Burdet       | –   | –   | 12  | –   | 4      |
| 21   | Maribel Serrano       | 12  | –   | –   | –   | 4      |
| 22   | Kathleen Sartor       | –   | 15  | –   | –   | 1      |

### Männer
Bei den Männern erhielten die 42 besten Piloten je nach Platzierung Weltcuppunkte. Die Punkteverteilung sah folgendermaßen aus:
Nachdem Vorjahressieger Alexander Müller wegen eines Knochenbruchs, den er bei der Weltmeisterschaft in Lake Placid erlitt, für die gesamte Saison ausfiel, war nun der Weg für den Vorjahresdritten Willi Schneider aus Deutschland frei. Er gewann die beiden ersten Rennen, lieferte sich dabei einen packenden Zweikampf mit dem Vorjahresgesamtzweiten Ryan Davenport. Ferner hatten auch der Japaner Koshi und Andy Böhme aus Deutschland zumindest bis zum dritten Rennen noch Titelchancen. Auf der schwierig zu fahrenden Bahn in Altenberg wurde vor allem Davenport zum tragischen Held. Er konnte sich nicht für den zweiten Lauf qualifizieren, belegte in der Tageswertung nur den 31. Platz und verlor auf Schneider 30 Punkte. Auch Böhme und Koshi verloren an dem Tag wichtige Punkte, während der Brite Bromley durch einen guten 5. Platz plötzlich zumindest Podestchancen hatte. Vor heimischer Kulisse in Calgary zeigte Davenport mit dem Tagessieg nochmals sein ganzes Können, in der Gesamtwertung fehlte ihm aber letztlich ein Punkt zu einem Podestplatz. Willi Schneider reichte in Calgary ein dritter Platz, um mit 13 Punkten Vorsprung vor dem Japaner Koshi zum ersten und einzigen Mal Gesamtweltcupsieger zu werden.
| Rang | Athlet              | LAP | WIB | IGL | ALT" | CAL | Punkte |
| ---- | ------------------- | --- | --- | --- | ---- | --- | ------ |
| 01   | Willi Schneider     | 1   | 1   | 2   | 2    | 3   | 214    |
| 02   | Kazuhiro Koshi      | 4   | 6   | 6   | 4    | 4   | 191    |
| 03   | Andy Böhme          | 5   | 4   | 7   | 10   | 8   | 181    |
| 04   | Ryan Davenport      | 2   | 2   | 4   | 31   | 1   | 180    |
| 05   | Kristan Bromley     | 7   | 9   | 8   | 5    | 6   | 180    |
| 06   | Mario Guggenberger  | 20  | 5   | 1   | 8    | 11  | 173    |
| 07   | Chris Soule         | 17  | 7   | 14  | 3    | 7   | 167    |
| 08   | Jeff Pain           | 11  | 11  | 16  | 13   | 2   | 163    |
| 09   | Walter Stern        | 9   | 10  | 11  | 17   | 10  | 158    |
| 10   | Jim Shea            | 22  | 30  | 13  | 1    | 11  | 141    |
| 11   | Felix Poletti       | 3   | 13  | 11  | –    | 5   | 140    |
| 12   | Adrian Collins      | 18  | 16  | 18  | 11   | 15  | 137    |
| 13   | Jürg Geiser         | 14  | 32  | 20  | 19   | 9   | 121    |
| 14   | Alain Wicki         | 6   | 3   | 5   | –    | –   | 115    |
| 15   | Steve Anson         | 13  | 24  | 19  | 7    | –   | 109    |
| 16   | Terry Holland       | 27  | 14  | 10  | 16   | –   | 105    |
| 17   | Stevie Brügger      | 23  | 19  | 30  | 27   | 13  | 103    |
| 18   | Christian Steger    | 28  | 15  | 17  | 12   | –   | 100    |
| 19   | Erik Skollerud      | 15  | 17  | 22  | 18   | –   | 100    |
| 20   | Philippe Cavoret    | 8   | 23  | 29  | 15   | –   | 97     |
| 21   | Pascal Richard      | 25  | 20  | 37  | 22   | 17  | 94     |
| 22   | Urs Vescoli         | 10  | 17  | –   | 9    | –   | 93     |
| 23   | Renato Bussola      | 12  | 8   | 25  | –    | –   | 84     |
| 24   | Mike Maddock        | 30  | 29  | 24  | 32   | 18  | 82     |
| 25   | Havard Engelien     | 19  | 21  | 28  | 26   | –   | 78     |
| 26   | Franz Plangger      | –   | –   | 3   | 6    | –   | 77     |
| 27   | Roland Hochfilzer   | –   | 12  | 9   | –    | –   | 65     |
| 28   | Martin Rettl        | –   | 22  | 15  | 30   | –   | 62     |
| 29   | Hubert Lageder      | 24  | 31  | 21  | –    | –   | 53     |
| 30   | Paolo Farina        | 29  | 33  | 33  | 25   | –   | 52     |
| 31   | David Duverney      | –   | 34  | 26  | 23   | –   | 46     |
| 32   | Pavel Lubas         | –   | –   | 23  | 21   | –   | 42     |
| 33   | Toshinari Miyamoto  | –   | –   | 36  | 35   | 19  | 39     |
| 34   | Snorre Pedersen     | 26  | 25  | –   | –    | –   | 35     |
| 35   | Marek Jiricko       | –   | –   | 35  | 20   | –   | 31     |
| 36   | Lars Petr           | –   | 28  | –   | 28   | –   | 30     |
| 37   | Scott McBride       | –   | –   | –   | –    | 14  | 29     |
| 38   | Jan Voitel          | –   | –   | –   | 14   | –   | 29     |
| 39   | Martin Burkhard     | –   | –   | 34  | 24   | –   | 28     |
| 40   | Ray Langefeld       | –   | –   | –   | –    | 16  | 27     |
| 41   | Yves Boyer          | 16  | –   | –   | –    | –   | 27     |
| 42   | Patrick Manser      | –   | –   | 27  | 34   | –   | 25     |
| 43   | Nigel McDonald      | –   | –   | –   | –    | 20  | 23     |
| 44   | Eric Perrierre      | 20  | –   | –   | –    | –   | 23     |
| 45   | Christophe Mombazet | –   | –   | –   | –    | 21  | 22     |
| 46   | Terje Scheie        | –   | –   | 31  | 33   | –   | 22     |
| 47   | Luis Carrasco       | –   | –   | –   | –    | 22  | 21     |
| 48   | Bill O’Chee         | –   | 35  | 31  | –    | –   | 20     |
| 49   | Josef Chuchla       | –   | –   | 38  | 29   | –   | 19     |
| 50   | Stéphane Gonthier   | –   | 26  | –   | –    | –   | 17     |
| 51   | Stefan Pöschl       | –   | 27  | –   | –    | –   | 16     |
| 52   | Hubertus Sartor     | –   | –   | –   | 36   | –   | 7      |
| 52   | Casey Spiegel       | –   | 36  | –   | –    | –   | 7      |
| 54   | Freddi Burgmann     | –   | –   | –   | 37   | –   | 6      |
| 54   | German Glessner     | –   | 37  | –   | –    | –   | 6      |
| 55   | Alexander Trenin    | –   | –   | –   | 38   | –   | 5      |
| 57   | Jaime Tapia         | –   | –   | 39  | –    | –   | 4      |
| 58   | Angus McGowan       | –   | –   | 40  | –    | –   | 3      |
| 59   | David Kurtz         | –   | –   | 41  | –    | –   | 2      |
| 60   | Milan Pospisil      | –   | –   | 42  | –    | –   | 1      |